# Theodor I. (Papst)
Theodor I. (* im 6. oder 7. Jahrhundert in Jerusalem; † 14. Mai 649 in Rom) war Papst vom 24. November 642 bis zu seinem Tode.

## Leben

### Herkunft
Theodor war der Spross einer griechischstämmigen Familie, sein gleichnamiger Vater war Bischof von Jerusalem. 

### Pontifikat
Als Papst trat er besonders gegen den Monotheletismus ein. Der exilierte Patriarch von Konstantinopel, Pyrrhos, erhielt von Theodor die Anerkennung als rechtmäßiger Patriarch, nachdem dieser ebenso den Monotheletismus verworfen hatte. Als Pyrrhos sich jedoch nach seiner Rückkehr dem Monotheletismus wieder zuwandte, verhängte Theodor das Anathema und die Absetzung über ihn. Ebenso verfuhr er mit Pyrrhos’ Nachfolger Paulos II.
Theodor I. entsandte den Bischof Stephan von Dor nach Palästina, um die Zerrüttung der dortigen Kirche zu schlichten. Im Kampf gegen den Monotheletismus bereitete er die Lateransynode von 649 vor, auf welcher diese Lehre verdammt werden sollte. Er starb jedoch vor Beginn der Synode, die von seinem Nachfolger Martin I. geleitet wurde.
In den Papstbiografien wird Theodors Barmherzigkeit, Freigebigkeit und Milde gerühmt, ebenso seine Unnachgiebigkeit im theologischen Streit mit Konstantinopel. Theodor wurde bei St. Peter beigesetzt.